# ダッシュ!四駆郎
『ダッシュ!四駆郎』（ダッシュ!よんくろう）は、徳田ザウルスによるミニ四駆を題材とした日本の漫画作品。またそれを原作にしたテレビアニメ。

## 概要
『月刊コロコロコミック』（小学館）1987年12月号から連載され、同時期の『別冊コロコロコミック』や『コロコロコミック増刊号』にも掲載されている。1991年5月号からは連載時のタイトルに2が付いた。作者急病を理由に1992年2月号を以て本誌連載は中断。約一年の療養の後、別冊にて完結編が掲載された。単行本はてんとう虫コミックスより発刊、全14巻。2になった後の回も続けて収録されている。
1989年10月3日よりテレビ東京系全国ネットでテレビアニメを放映開始。製作はテレビ東京およびアウベック / スタッフ21、企画は東急エージェンシー。『月刊コロコロコミック』や田宮模型は2クール放送終了後も続行の意志を持っていたが、東急エージェンシーの都合により1990年3月27日をもって終了した。それに伴い、玩具や模型の問屋が、このことをミニ四駆市場の縮小と受け取り（誤解し）、タミヤへのミニ四駆の発注を縮小。小売店でもミニ四駆の取り扱いが少なくなった。同時期、子供たちは『SDガンダム』など、他の娯楽に関心が向かっていたこともあり、第一次ミニ四駆ブームは終焉を迎える。しかしタミヤと『コロコロ』は展開を続け、1990年7月にはテレビスペシャル版「ダッシュ軍団VSホライゾン軍団」が放送された。この作品の後、数年を経て『爆走兄弟レッツ&ゴー!!』で再びミニ四駆の大ブームが起きることとなる。
1990年代後半より模型店などで掲示されるポスターやミニ四駆キットに同梱されるチラシでの展開として『真ダッシュ!四駆郎』が連載された（ただし未完のまま終了している）。
2015年3月14日発売の『コロコロアニキ』第2号から新たに武井宏之の作による『ハイパーダッシュ!四駆郎』の連載が開始される。2006年に他界した徳田は原作者として名を連ねる。その武井は「ダッシュ3号 シューティングスター」の生みの親でもある（後述）。
本項では原作者である徳田について、原作やアニメに登場する本人のキャラクターとして記す場合は「ザウルス」と表記する。

## あらすじ

### ミニ四駆選手権編
幼き少年の日。少年・四駆郎の前からレーサーの父・源駆郎が究極のレース「地獄ラリー」に出走するため旅立った。別れを拒む息子に、父は一台のミニ四駆を託す。いつか息子が自らのことを解ってくれる日を信じて。
父の旅立ちから数年の後、四駆郎はわんぱくな小学生に成長していた。地元で開催されたミニ四駆レースに出走した四駆郎は、あるトラブルに巻き込まれ、同じレース出走者であるタンクローという少年の怒りを買う。そこに皇と名乗る男が仲裁に入った。皇はレースによって決着をつけることを提案。四駆郎はレースに勝ち、タンクローと仲直りする。
後日、皇は自らの住むクルーザーに四駆郎たちを招待。そこで四駆郎の持つマシンが自らの作ったものであることを明かす。と、同時に四駆郎たちに自分の妹である輪子と大きな屋敷に住む進駆郎、パンクローに引き合わせる。皇はこの5人でチームを作り、本格的なミニ四駆のチーム全国大会とその制覇を目指す心づもりだった。
紆余曲折を経てチームは結成。皇の手によるニューマシンを手にして四駆郎たちは「ダッシュ軍団（ダッシュ・ウォリアーズ）」のチーム名で大会に挑むことになる。しかし戦いの中、ダッシュ軍団は自分たちのルーツとなる幻のマシン「地平線（ホライゾン）」の存在を知らされ、その後継を巡る争いに巻き込まれることとなる。
伝説のマシン・ホライゾン。そして、ホライゾンの後継を狙う者たちと、一方でホライゾンの流れを組む者を倒そうと狙う者たち。それら全てを巻き込みながら、物語はホライゾンの謎と、そのマシン製作者である四駆郎の父・源駆郎の消息の謎をはらんで盛り上がっていく。

### 黒い風編
（単行本12巻以降。タイトルに2が付く部分）
ミニ四駆選手権終了を期にダッシュ軍団は解散する。四駆郎は燃えるものを失い、ただ日々を過ごしていた。
ある時、黒い風（ブラックミストラル）と呼ばれる謎のレーサーが現れる。四磨、大道、三皇帝ら、選手権で戦ったライバルが悉く敗退していく。鬼堂院も例外ではなかった。
四駆郎の家を訪れた鬼堂院は、桃太郎が黒い風から挑戦を受けていることを知り、四駆郎、源太と共に桃太郎を訪ねる。そこで四駆郎たちはフロントミッドシップマシン・ソリチュードを持つ砂布欽二郎と出会う。

### ハイパーダッシュ! 四駆郎
ミニ四駆を使って大規模テロを起こす国際テロリスト集団「ダーク・ドミニオンズ（D・D）」が活動を開始し、ついに日本に上陸した。皇快男児は彼らに対抗すべくかつてのダッシュ軍団を招集、新たに開発したハイパーダッシュマシンを与え「ハイパーダッシュ軍団」を結成し、D・Dの野望を防ぐために立ち上がるのだった。

## 登場人物

### ダッシュ軍団
日ノ丸 四駆郎（ひのまる よんくろう）
声 - 野沢雅子
ミニ四駆好きの熱血少年で、どんなピンチも持ち前のガッツと奇策（テクニック）で切り抜ける。アニメ版では小学5年生で祖母との二人暮らしで、母親はすでに他界している。
「4wD」（「W」のみ小文字）と書かれてあるはちまきと羽を常に着用している。羽にはバッテリーチェッカーとプラスドライバーの機能を備えている。
幼い日に父から託されたマシン「ブーメランJr.」を自らの命と同等の宝物としており、このブーメランのシャーシは後に四駆郎のメインマシンとなる「ダッシュ1号・皇帝（エンペラー）」へとそのまま受け継がれている。
これは後に四駆郎がよりパワーのある別シャーシ車「ダッシュ01号・超皇帝（スーパーエンペラー）」のプレイヤーとなっても変わることはなく、己にとって大事なレースには「皇帝」を使った。ブーメランJr.をジェットブーメランに改造したり、大破した皇帝を修理したりと、ある程度の修理や改造の技術を持っている。
選手権終了後、ダッシュ軍団が解散したことでやる気を失っていたが、黒い風とのレースで復活。地獄キャラバンに新生ダッシュ軍団として参加。エピローグでは大人になったダッシュ軍団の仲間4人と鬼堂院が今でも地獄ラリーに挑んでいる四駆郎のことを思いながら乾杯し、物語は幕を閉じた。
四駆郎の苗字である「日ノ丸」は、原作単行本5巻の博（ポー）のセリフにて明らかになる（アニメでは第2話冒頭で名乗っている）。ただしイニシャルの「H」のみ原作単行本1巻「プロローグ」で源駆郎の愛車（ベンツ）に記されていた。
使用マシン
ブーメランJr.
皇快男児が制作した特製シャーシを使用。アニメ版ではメインマシンのエンペラーとは別に「宝物」として肌身離さず持っている。
ジェットブーメラン
アニメ未登場。対ミニ四駆ゲリラ戦用に改造。ゲリラの花火による地雷攻撃により破壊される。
ダッシュ1号 エンペラー（皇帝）
シリーズを通して四駆郎のメインマシンとして登場する。
このマシンは『コロコロコミック』の読者企画「ダッシュ１号デザインコンテスト」（1988年1月号募集、同年4月号発表）でのグランプリに選ばれた作品をベースに徳田の手によって「エンペラー」としてコンテスト発表と同時に本編にも登場した。『リトルコップ』の中でも登場したことがある。
ダッシュ01号 スーパーエンペラー（超皇帝）
対原始皇帝用として皇が開発したマシン。自動変速システム「スーパーVシステム」を備える。
当初皇は合宿を抜けた上に小輪寺での対鬼堂院戦でエンペラーを壊した四駆郎に使わせることに否定的だったが、四駆郎に勝負を挑まれ、走れる状態に修理したエンペラーを駆る四駆郎に最終的に敗北し、以後四駆郎のマシンとして使われることとなる。
超皇帝は実は2台制作され、1台（皇いわくいいほう）はダッシュ軍団で使用し、もう1台は源駆郎の元に送られたが、源駆郎側のマシンはパワーがありすぎるため扱いにくい。それを知らない源駆郎は当初苦戦する。
ダッシュ001号 グレートエンペラー（大帝）
ミニ四駆選手権決勝で対チーム桃太郎侍戦として皇が用意したマシンであるが、元は上述の超皇帝をベースに源駆郎がバージョンアップさせたマシン。フロントとリアにカウルを装着した「エアロ・フォーメーション」とそれらを外して軽量化を図る「ネイキッド・フォーメーション」がある。
- 自由の皇帝（リバティ・エンペラー）
- ダッシュCB1 ジオ・エンペラー（大地皇帝）
- F（フォーミュラ）ホライゾン（単行本13巻特別編）

ライズエンペラー（天昇皇帝）（ハイパーダッシュ! 四駆郎）
テロリスト集団D・Dに挑み損傷した初代エンペラーのボディを、より性能の高いMAシャーシに載せ替えて修復したマシン。だが、シャーシの性能の高さにボディが耐えられなかったため、皇が開発した強化外骨格を装着して「ライズエンペラー」に生まれ変わった。

戸田 弾九郎（とだ だんくろう） / タンクロー
声 - 玄田哲章
四駆郎が地元レース会場で出会った少年で、「ミニ四駆の神童」を名乗る。ユニット式のギアボックスやマシンを前に後ろ向きに走れる様に改造するなど高い技術を持っている。原作では「弾九郎」ではあるが、アニメでは「弾駆郎」となっている。肥えたガタイを持ち、使うマシンも体型と同じくパワータイプのものが多くメインマシンとなるダッシュ2号・太陽（バーニング・サン）も同様のタイプ。巻き込まれたトラブルで自らのワイルドミニ四駆（モンスタービートルJr.）を失い、それを四駆郎のせいと思い対決。負けはしたものの、再びマシン（ホットショットjr.）を失いそうになった際、四駆郎が自らの命をも顧みずにタンクローのマシンをかばったことによって感極まり友となる。四駆郎以上に熱血漢で時に無謀な行動に出ることもある。バーニング・サンはその後、チーム桃太郎侍のフロントミッドシップマシンとの遭遇に対して四駆郎の力となるため、相手チームより技術交流を果たしたタンクロー自身の手により「太陽/Ver.2-FM（バーニングサン・バージョン2フロントミッドシップ）」とも呼ぶべき「ダッシュ02号・新太陽（ネオ・バーニングサン）」として生まれ変わることになる。
自宅は自動車整備工場として単行本7巻およびアニメ24話で登場する。
「黒い風編」では、輪子同様中学進学を機にミニ四駆から離れるが、四駆郎たちの危機に駆けつける。
使用マシン
- モンスタービートルjr.
- ホットショットJr.

パワービートル
モンスタービートルjr.をベースにウイリーバーを使ったクレーンを装着。
ダッシュ2号 バーニング・サン（太陽）
低速のハンデを克服するために、ボディを外さずギヤを交換できるユニットタイプのギヤボックスを備える。さらにアニメ版では超皇帝と同じスーパーVシステムを追加装備する（24話）。
ダッシュ02号 ネオバーニングサン（新太陽）
バーニングサンをベースにフロントモーター化したマシン。決勝戦での勝利のためにホライゾンの血統を捨て、クリムゾンGを研究し完成させた。全国大会終了後、源太のワイルドザウルスと交換し、源太のマシンとなった。
ワイルドザウルス
ネオバーニングサンと交換してタンクローのマシンとなった。
- 超太陽（ブレイジングサン）

神太陽（バーニングゴッドサン）
ハイパーダッシュ! 四駆郎にて皇快男児が開発したハイパーダッシュマシンの1つ。タミヤから発売されたキットは商標の関係上「ゴッドバーニングサン」に名称が変わっている。防水加工が施されている他、車体各所に内蔵された可動式バラストによって水上と水中を浮上・沈降することができる。

南 進駆郎（みなみ しんくろう）
声 - 関俊彦
海岸沿いの屋敷に住む金持ちの少年。ミニ四駆界の頂点に立つことを望んで一人孤独の道を歩もうとするが、四駆郎との戦いと交流の中で友情に目覚め、ダッシュ軍団に参加する。メインマシンはトップスピード重視の「ダッシュ3号・流星（シューティング・スター）」。パンクローとは唯一無二の親友で、勝負の場に彼がいないと心配で調子を崩すほど。進駆郎が生まれてまもなく両親が離婚し、母と姉と3人で暮らしていたが、再婚した父の会社の跡継ぎとするため南家に引き取られることとなった。その後、姉のレーシングチームを巡って額に十字の傷を負った。傷は手術で消えたが、心が燃えるとき南十字星のように現れるらしい。未完の必殺技として「サザンクロスエクスプレス」がある。改造の技術も高く、スタビライザー・ポールをマチ針から即興で発明したりした。「プロペラシャフトの中間にカウンターギアを入れてシャフト回転に伴うジャンプ時の車体の捻れを相殺する」など、複雑な改造もこなす。
「黒い風編」では、アメリカに留学しているが、四駆郎たちの危機に駆けつける。
時々自分の世界に入り、チームメイトが何らかの犠牲に遭った時に悲壮感を出して突っ込まれることもある（単行本3巻ではその悲壮感が好きと語っている）。
使用マシン
ファルコンJr.カスタム（アニメ未登場）
単5電池4本による6V仕様。他にも上述のカウンターシャフトを入れてジャンプ時の捻れを打ち消す加工も施す。
ダッシュ3号 シューティング・スター（流星）
登場初期のみキャノピー側面下部に「相楽ハル子命!」の文字が入っていたがアニメ版ではその記載はない。
このマシンは事実上の続編作『ハイパーダッシュ!四駆郎』の作者である武井宏之が中学生時代に前述の「ダッシュ1号デザインコンテスト」へ応募したイラストが原型になっている。武井が描いたマシンは優秀賞に選ばれ、のちに徳田の手によって進駆郎のマシン「シューティングスター」となって登場する。
- ダッシュ03号 スーパー・シューティング・スター（S・S・S）

シューティングプラウドスター（SPS）
ハイパーダッシュ! 四駆郎で皇快男児が開発したハイパーダッシュマシンの1つ。コンテナブースターを装着して走行することもでき、天昇皇帝用の強化外骨格を四駆郎に届けるために使われた。

地味 頁二（じみ こうじ / じみ ぺいじ） / パンクロー
声 - 津久井教生
進駆郎の幼馴染みの中学生。常にパンクメイクでギターを持っている。実際にはパンクというよりはロックバンドに近いメイクである。素の状態ではガリ勉的風貌の気弱で軟弱ないじめられっ子。メイクの無い状態では、いじめられても何も言い返したり抵抗したりすることができないが、メイクをした瞬間に人格が強気なロッカー気質に変わる。マシンの早組みが得意であり、進駆郎のペースメーカー役。メインマシンは加速力重視の「ダッシュ4号・弾丸（キャノン・ボール）」で、スタートダッシュの速さは他の追随を許さない。また、電流を溜めて一気にモーターに放電する「コンデンサー回路」を内蔵しているが、使用は一回きりであり、しかも使用後はマシンそのものが大爆発を起こすという、相討ち覚悟の「諸刃の剣」のため、使うには相当の覚悟が必要。全国大会2回戦・忍者ウォリアーズ戦では、分身するマシンを走行音で見破った。パンク状態では地元の暴走族にも顔が利き、族メンバーで結成したロックバンドの名ギタリストとしても知られる。何らかの形でリタイアすることが多く、バトン形式のレース以外ではほとんど完走することがない。
「黒い風編」では、バンド活動に励んでいるが、四駆郎たちの危機に駆けつける。
『コロコロコミック1989年夏休み増刊号』に掲載された同じ作者の『はだかの王様』では一コマだけ登場。
使用マシン
スーパードラゴンJr.
初登場の挨拶代わりにタンクローとの早組みバトルで組み立てたマシン。
ファルコンJr.
ノーマル車。レース前日に不良グループに上述のマシンを奪われて、当日に進駆郎が用意したTカー。
アニメ版でもスカリオンに襲われそうになった時も3色に塗り分けられた車体色のファルコンを所持している描写がある。
ダッシュ4号 キャノンボール（弾丸）
『コロコロコミック』連載初出時は「四号車」の名称で、名前の決定まではしばらくの間が開いていた。また、「四号車」と後のキャノンボールでは形状が異なっている。
- キャノンボール・ウェイル

キャノン・D・ボール（キャノン・デッド・ボール）
ハイパーダッシュ!四駆郎で皇快男児が開発したハイパーダッシュマシンの1つ。

皇 輪子（すめらぎ りんこ）
声 - 佐久間レイ
ダッシュ軍団監督、皇快男児の妹。ダッシュ軍団の紅一点。強気で聡明。チーム内部を調整するダッシュ軍団の緩衝材役。アニメ版では小学6年生で、四駆郎と同じ小学校に通っている。
料理の腕は壊滅的らしく、アニメ版ではチーム合宿の際、兄である快男児は食事が輪子の手料理だと知ると顔面蒼白になり、自分だけ早々に缶詰で食事を済ませてしまっている。
アニメ版では、しばしばチームメイトである進駆郎やパンクローからのセクハラ（故意の抱き付きや、胸部へのボディタッチ）に遭い、即座に平手打ちなどで制裁している。
メインマシンとして、直進性重視ながら、機体後方上面にファンを装備しダウンフォースを味方につける転倒事故不可能マシン「ダッシュ5号・舞伎（ダンシング・ドール）」を駆る。当初はツインテールやお団子ヘアなど少女的な髪型が多かったが、ヘルスキッズとのレース中に女であることを理由に罵倒され、カッターで髪の毛を切り落とそうとして以来、ストレートのロングヘアにすることが多くなった。
「黒い風編」では中学進学を機にミニ四駆から離れるが、四駆郎たちの危機に駆けつける。
使用マシン
ホーネットJr.
車体にはハートのワンポイントが付くのみのノーマルに近いマシン。アニメでの車体色はピンク。
ダッシュ5号 ダンシング・ドール（舞伎）
実際に発売されたミニ四駆では、「舞妓」ではなく「D.D.（ダンシング・ドール）」を略称に使う。弾丸と同様、『コロコロコミック』連載初出時の「五号車」と後のダンシング・ドールは形状が異なる。単行本では1コマのみ（2巻63ページの2コマ目）、初期型のままで描かれている。
- デイム・ザ・ダンシング・ドール

ダンシングディバインドール
ハイパーダッシュ!四駆郎で皇快男児が開発したハイパーダッシュマシンの1つ。

皇 快男児（すめらぎ かいだんじ）
声 - 中尾隆聖
輪子の兄。ダッシュ軍団監督であり全ダッシュ系列車の生みの親。源駆郎のナビゲーターとして地獄ラリーに参加しており、顔の傷はラリーの最中に負った傷跡である。具体的な年齢は明らかではないが、アニメ24話で30前であると自らが語っている。「おじさん」や「おっさん」と言われると凹むか怒り出す。
下の名前である「快男児」は、単行本13巻の地獄キャラバンの招待状に記載された名前で初めて判明した。
愛車（ミニ四駆ではなく実車の側）としてボロボロのフォルクスワーゲン・ビートルを所有しており、チームの移動などに用いているが、見た目通り故障が多い。
ハイパーダッシュ! 四駆郎では、テロリスト集団D・Dに対抗すべくハイパーダッシュマシンを開発し、ダッシュ軍団を招集して「ハイパーダッシュ軍団」を結成した。この頃には職種は不明だが「日がな一日ミニ四駆を作っていても給料がもらえる仕事」に就いた模様。
ワンクロー
声 - 西原久美子
神社で進駆郎が密かに飼っていた犬。四駆郎と進駆郎の勝負の頃から皇の船で飼われることになり、以後ダッシュ軍団のマスコット的存在になる。
原作では皇が、アニメ版では四駆郎が名付け親になっている。名前は「四駆郎・タンクロー・進駆郎・パンクロー」から取っている。
源太（げんた）
声 - 高山みなみ
単行本3巻およびアニメ版第7話「消えたエンペラー」より登場。輪子や町の子どもたちからは「源ちゃん」と呼ばれている。家は食堂（ニコニコ食堂）を営んでおり、源太の父（声 - 安倍敦）も登場する。
四駆郎がなくした皇帝を拾い、それを取り戻そうとする四駆郎のダンシング・ドール（輪子から借用）と勝負するも四駆郎の奇策に敗れ、それをきっかけに四駆郎を「兄貴」、輪子を「姉ちゃん」と呼び慕うようになる。
のちにチームUのいる小輪寺に向かう四駆郎に同行したり、ミニ四駆選手権地区大会優勝後の合宿などに参加し、全国大会からダッシュ軍団の補欠として登録。ムサシとともにダッシュ軍団をサポートした。
近所に住んでる売れない漫画家がデザインしたワイルドミニ四駆のイラストを皇の元に持ち込み、そのイラストから皇の手によって設計されたワイルドザウルスをいつの間にか自分の愛車として使用するようになっていた（元は四駆郎がムサシとのレースで勝手に持ちだし源太に使わせたことも理由の一つである）。
ダッシュ軍団解散時にタンクローの新太陽とワイルドザウルスを交換、新生ダッシュ軍団の一員として地獄キャラバンにも参加した。
使用マシン
手作り皇帝
ブーメランJr.をベースにプラ板などでエンペラーに似せるよう作った源太手作りのマシン。ミニ四駆選手権全国大会準々決勝中にチーム内のトラブルを仲裁しようとして四駆郎に突き飛ばされたはずみで壊れてしまう。
ダッシュW-1 ワイルドザウルス
誕生の経緯は上述を参照。車体右側に交換可能なアタッチメントを備えており、状況に合わせて様々なオプションパーツを装着することができる。
話中ではエンペラーを搭載してレーサーミニ四駆の通れない沼地を走った。なお市販されているキットには単三電池2本を搭載できるパーツが付いている。
全国大会決勝戦前の合宿でタンクローが行方不明になった時はエンペラーのシャーシに載せてタンクローの駆るクリムゾンG（桃太郎からの借用）とレースをしたり、決勝戦では超皇帝のシャーシに搭載して出場した。ミニ四駆選手権終了後はタンクローのネオバーニングサンと交換しタンクローが使用する。
新太陽（ネオバーニングサン）
タンクローのマシン。ワイルドザウルスと交換して源太のマシンとなる。
- ダッシュCBW コマンドザウルス

ムサシ
単行本7巻より登場するがアニメ版では未登場。源太の町の高級料理店・白鯨亭（はくげいてい）の店長の息子。本来オフロードマシンであるミニ四駆に誇りを持っていて、クラッドバスターjr.をベースとしたワイルドミニ四駆・白鯨（モービーディック）を使用する。四駆郎とはミニ四駆対ワイルドミニ四駆で勝負し敗れ、以後交流を深める。ミニ四駆選手権全国大会からダッシュ軍団の補欠として登録。全国大会準決勝では四駆郎以外のマシンが整備不良で出場できない事情のため、超皇帝を借りて出場した。決勝戦は観客席から応援している（レースには不参加）。
使用マシン
白鯨（モービーディック）
クラッドバスターがベース。車軸をなくした改造を施す。

### チームU、U2
チーム名の由来はロックバンド「U2」であり、その流れから陣のチーム名は「チームU」となった。
博（ポー）
声 - 上田敏也
「チームU」の監督。超人的な身体能力と気功法を有する。源駆郎や皇とは旧知の仲。
鬼道院 陣（きどういん じん）
声 - 中村秀利
「チームU」のリーダーで、小輪寺超絶房の房主。ダッシュ軍団以前に皇が作ったチームに参加しており、原始皇帝とはそのチームが空中分解した直後に皇から譲渡されて以来の付き合い。超然とした面を常に表に出していたためか輪子をして「鬼」と評されたが、周囲のイメージとは裏腹に実はコミカルでウィットに富んでいる（アニメではそのような表現は皆無だった）。地の性格が出た際の態度と言動はチームメイトからの受けが悪く、彼らからうるさく言われるので仕方なく超然とした人物を演じている節も見られる。強靭な肉体を求め老師博（ポー）に弟子入りし、超人の如き身体能力を有する。地区予選決勝以後は、ダッシュ軍団の協力者となる。修行のため、全国を旅していたことがありその折、ニセ鬼道院事件で桃太郎と知り合う。
黒い風に敗れ、己の未熟を悟り修行に入るが、四駆郎・桃太郎・源太vs黒い風での黒い風の手口に怒り、プロトエンペラーZX（ジークロス）を駆り、新生ダッシュ軍団参加を決める。
使用マシン
- 原始皇帝（ダッシュX-1 プロトエンペラー）
- 原始大帝（プロトエンペラーZX）
- プロトエンペラーコアタンク

加藤 隼（かとう じゅん）
声 - 森川智之
「チームU」のメンバーで、小輪寺眼力房の房主。
使用マシン
ブラックファイター
黒鬼士軍団のマシンとして博（ポー）の手により作られた。チームとして原始皇帝にボディを似せてるがホライゾンの血は受け継いでいない。
「ブラックユニット」としてボールデフが組み込まれている。以下のチームUメンバーの車両も同様であるため特記のない限り省略する。

安藤 礼（あんどう れい）
声 - 安倍敦
「チームU」のメンバーで、小輪寺筋力房の房主。
使用マシン
- ブラックボンバー

日向 葵（ひゅうが あおい）
声 - 高山みなみ
「チームU」のメンバーで、小輪寺駿速房の房主。原作のみ「ひまわり」の通称がある。いつもは前髪で顔を隠しているが、進駆郎との戦いで女と発覚。鬼道院のことを「陣様」と呼んでいる。
第二部「黒い風」編では女性チームを率いて地獄キャラバンにも参加している。
使用マシン
ブラックチョッパー
黒鬼士軍団のマシンとして、唯一ドライバーフィギュアが装着されている。

神崎 操（かんざき そう）
声 - 三木眞一郎
「チームU」のメンバーで、小輪寺平行房の房主。小輪寺で四駆郎と勝負した際に敗れている。鬼道院の修行の旅に同行していたこともある。
使用マシン
- ブラックアタッカー

鬼道院 姫子（きどういん ひめこ）
声 - 小野寺啓子
「U2」リーダーであり、陣の妹。メンバーからは「姫様」と呼ばれ慕われている。チームUのレギュラーを降り、富士山らチームU補欠と組んでU2を結成。コンピューターを駆使して対戦相手のデータを分析しそのデータに勝る改造を施して勝ち進んできた。メンバーが集まるホビー店の名前も「U-2」である。
地区予選準々決勝戦では3戦目の「風の谷」と、ゴール寸前まで残った進駆郎との一騎討ちによる「風車の谷」に出場した。
準々決勝でダッシュ軍団に敗北後、兄の陣に別チームとして承認されるとともに独立するよう促された。
かつては小輪寺瞬速房の房主であったことがアニメ版の日向により語られる。
使用マシン
クルーセイダー
アバンテJr.のカスタム仕様、キャノピーを左右に分け、真ん中に大きなインテークを備える、富士山いわく、シャーシ下面はフルカバードされ砂地でも滑らかに走ることができる。アニメ版での車体色はピンク。

富士山（ふじやま）
声 - 椎橋重
「U2」メンバー。体格がよく、漢字の「山」のような頭をしている。地区予選準々決勝戦の「風の谷」で姫子のマシンを助けるべく自ら犠牲になりかけていたところを四駆郎に助けられる。
使用マシン
アバンテJr.
1988年12月号掲載（単行本3巻収録）の連載当時に「新型シャーシ」として登場したアバンテjr.をベースに、空力を上げるよう改造を施されている。
1、2戦目で使用。ただし姫子は出場してないためこのマシンは使用していない。クルーセイダー共々以下のメンバーも同じ車両を使用する。
クルーセイダー
アバンテJr.のカスタム仕様、姫子のマシンの風除けのためにローマ時代の戦車を模したパーツを装着している。パーツを外した状態は姫子のマシンと同一。アニメ版での車体色は青。

八巻（はちまき）
声 - 堀本等
U2のメンバーの一人で、頭に鉢巻を巻いている。
一角（いっかく）
声 - 安倍敦
U2のメンバーの一人で、男性メンバーの中では小柄で少々太っている、地区予選準々決勝第3戦（風の谷）でダッシュ軍団にクルーセイダーを見せつける（アニメ版のみ）。
大門（だいもん）
声 - 松尾貴司
U2のメンバーの一人で、メンバーの中で一番背が高い。

### チーム桃太郎侍
木尾 桃太郎（きび ももたろう）
岡山県代表「チーム桃太郎侍」のリーダー。シャーシの前部にモーターを置いたフロントミッドシップマシン・クリムゾンGを使用する。ニセ鬼堂院事件で本物の鬼堂院とも親交がある。新生ダッシュ軍団として地獄キャラバンに参加。
使用マシン
- クリムゾンG（グローリー）

ニセ鬼堂院
本名不明。ニセ鬼堂院としてミニ四駆狩りをしていたが、桃太郎と本物の鬼堂院の前に破れ去った。経緯については不明だが、岡山県代表「チーム桃太郎侍」のメンバーに加わっている。
使用マシン
- クリムゾンR

奥山 喜次郎（おくやま きじろう）
岡山県代表「チーム桃太郎侍」のメンバー。元々は山間地区のレーサーをまとめ、地区代表を目指していたが、代表をかけたレースで桃太郎に負けた際にチームに誘われ、以後チーム桃太郎侍に参加した。全国大会で桃太郎のマシンのギヤーが欠けた際に、自らのマシンを壊し、勝負を桃太郎に託した。
使用マシン
- クリムゾンE

猿渡 赤彦（さるわたり あかひこ）
岡山県代表「チーム桃太郎侍」のメンバー。元々は木尾村のレーサーをまとめ、地区代表を目指していたが、代表をかけたレースで桃太郎に負けた際にチームに誘われ、以後チーム桃太郎侍に参加した。
使用マシン
- クリムゾンA

犬神 闘太（いぬがみ とうた）
岡山県代表「チーム桃太郎侍」のメンバー。元々は平野地区のレーサーをまとめ、地区代表を目指していたが、代表をかけたレースで桃太郎に負けた際にチームに誘われ、以後チーム桃太郎侍に参加した。
使用マシン
- クリムゾンT

木尾 走一郎（きび そういちろう）
岡山県代表「チーム桃太郎侍」の監督。桃太郎の祖父。日ノ丸源駆郎が書いた図面を基にクリムゾンシリーズを作った。

### ヘルス・キッズ
ダッシュ軍団と地区予選2回戦（2次予選）で当たる優勝候補のチーム。トレードマークはドクロで、レースに出場するメンバーは西洋騎士風の装備を施した衣装を、レースに出場しない時や補欠はドクロのマークの入ったTシャツを着ている。
改造の技術は高いものの、勝つためには手段を選ばない。
アゴ山
声 - 上田敏也
ミニ四駆チーム「ヘルス・キッズ」監督で代表者。四駆郎いわく「アゴゴリラ」。「アゴ山」はアニメ版のみに付けられた名前である。
皇とは旧知の仲らしいが、嫌な男として煙たがられている。勝つためには手段を選ばず、大道のフェア精神を口汚く罵ったりもしたが、ダッシュ軍団とヘルス・キッズ双方のファイトに心を打たれ改心する。
スカリオンの口臭攻撃対策として四駆郎が食べたタマネギ代を支払わされていた。
大道 将志（だいどう まさし）
声 - 鈴木清信
「ヘルス・キッズ」のキャプテンでエース。チームメイトの2倍はあろうかという巨漢だがフェアプレーを好む。1回戦で敗れたヒロシにも「ダッシュ軍団を応援してやれ」と声をかける。
アニメ版決勝戦ではレギュラーメンバー全員学生服姿で応援に駆けつけた。
第二部「黒い風」編ではチームを率いて地獄キャラバンにも参加している。
使用マシン
ファイヤードラゴンJr.
フロントバンパーを切除し、ワイルドミニ四駆のタイヤを装着。そのタイヤには裏返すとピンスパイクタイヤになる加工を施している。ライトバルブ装備。第2レースで使用。
フォックスJr.
第3レースで使用。コースによって様々なタイヤを装着できるようフロントバンパーレスとなっている。

斉藤
声 - 堀本等
「ヘルス・キッズ」のメンバー。第1レースに出場。
使用マシン
サンダードラゴンJr.
コミカルミニ四駆のタイヤを中空タイヤに加工。リヤウイングを装着し、コミカルミニ四駆のロールバーをサイドバンパーに直付けで装着。

藤田
声 - 松尾貴司
「ヘルス・キッズ」のメンバー。第1レースに出場し、ゴール前の丸木橋を川に投げ込む走路妨害をする。
第2レースでは四駆郎とともにゴール上の生贄とされる（このレースでは大道が先にゴールしたため生贄の難を逃れる）。
使用マシン
サンダードラゴンJr.
斉藤の車両と同一。

山森 一騎（やまもり かずき）
声 - 安部敦
「ヘルス・キッズ」のメンバー。メンバーの中では一番小柄。第2レースに大道と共に出場する。パンクローがリタイヤし一人になった輪子に揺さぶりをかけるも途中で落とし穴に落ちリタイヤする。
第3レースでは杉田と大道に無線でコース案内をする（大道はフェアプレー精神から受信機を踏み壊す）も、原作ではヒロシ、アニメ版では輪子に発見される。
使用マシン
サンダードラゴンJr.
大道のマシンと同じくワイルドミニ四駆のタイヤを装着している。アニメ版では大道と同じファイヤードラゴンを使用。

杉田
声 - 稲葉光則
「ヘルス・キッズ」のメンバー。第3レースに大道と共に出場。
使用マシン
サンダーショットJr.
スポンジタイヤ以外の具体的な改造は明らかにされていない。

ヒロシ
「ヘルス・キッズ」の補欠。アニメ未登場。ひょんなことで監督（アゴ山）からスパイ扱いされた四駆郎にレースで勝利したら他の補欠と1チーム作って出場させると言われ四駆郎に勝負を挑み、後に友達となる。
レースはヒロシの事情を聞いた四駆郎がゴール直前でマシンを拾うことで勝利するものの、実はそれが監督の策略（ミニ四駆選手権の開会式で選手宣誓をする四駆郎を遅刻させダッシュ軍団を失格にさせるための捨て石）だと駆けつけた補欠仲間から聞くことになる。
そして、ヒロシらヘルス・キッズを抜けた（と思われる）元補欠でチームを結成し「デスパレード」の名で大会に出場するが、1回戦でヘルス・キッズに敗れた。
原作でヒロシが四駆郎に見せたエアターン（180度ターン）のテクニックは、アニメ版ではRC（クラッドバスター）で他の少年たちのマシンに嫌がらせをする「スカリオン」に対し、四駆郎がブーメランJr.を使って懲らしめるためのテクニックとして使用されている。
使用マシン
- フォックスJr.

### スカリオン
選手権地区予選の一回戦でダッシュ軍団と戦ったチーム。チーム名はらっきょの英語読みである「スカリオン」で、メンバーはらっきょのマークの入った帽子を被る。
スタート時にらっきょによる口臭攻撃で相手選手のスタートを遅らせるという戦法を使う。
アニメ版ではヘルス・キッズの二軍チームという扱いで、原作に登場したらっきょ屋を営む監督は登場しない。予選1回戦でダッシュ軍団に負けたことを理由にチームを解散させられたため、アニメ第5話「スカリオンの逆襲」ではその腹いせにダッシュ軍団への復讐を行った。
リーダーの木村（声 - 安倍敦）以外、エンディングでは「不良」（声 - 久我健治、堀本等、宇垣秀成、稲葉光則）としてクレジットされている。
原作では監督のいる単独チームのため、両チームが揃って挨拶するときにはきちんと帽子を取るなど、アニメ版のようなレース外での素行の悪さはほぼ皆無だった。
使用マシン
スカリオンスペシャル
スーパードラゴンjr.をベースに、車体の向きを前後逆にして走行（バック走行）することで安定性を増している。つんのめり防止のためにウイングも逆向き（進行方向と同じ向き）に装着している。改造車ではあるが前述のクリムゾンGよりも遥か以前に登場していたフロントミッドシップマシンである。

### その他のミニ四駆選手権参加者
諸星 太一（もろぼし たいち）
声 - 堀本等
5つ子で構成されたチーム「諸星ブラザース」のメンバーの長男。ダッシュ軍団とは別地区で予選に参加、全国大会ベスト8にも残っている。ダッシュ軍団の噂を聞き、実力を確かめるため弟の二郎とともにRCで勝負を挑むが、四駆郎の機転により敗れ去る。モデルは諸星和己。
アニメ版では第6話に登場しており関西弁を使う。四駆郎からは「ウメボシ」と呼ばれる。
原作では太一以外の兄弟の名前は出てないが、アニメでは太一以外にも、二郎・三郎・四郎・五子（いつこ）と兄弟全員の名前が明かされている。
エンディングクレジットの声の出演に太一と三郎役を堀本が、二郎と四郎役には安倍敦が、五子役には西原久美子が担当している。
使用マシン
サンダードラゴンJr.
原作版。ただしシャーシ側を見せてるため詳細は不明。
ライジングバード
アニメ版。ノーズ部分に諸星ブラザーズの頭文字の「MB」の文字が入り、着ている服の模様とボディーカラーを合わせている。

マイク
声 - 安倍敦
「ジェット団」のメンバー。地味だが地区予選準決勝に出場する実力がある。準決勝では鬼堂院率いるチームUと戦い、鬼堂院一人に敗れる。ミニ四駆大会地区予選の他にも、知り合いであるがミニ四駆を馬鹿にするスケボー乗りのジャック（声 - 山形ユキオ）との草レースにも登場する。アニメ版のエンディングは「少年」としてクレジットされている。
使用マシン
ビッグウィッグjr.
ジャックの乗るスケボーとの草レースで登場するも、終盤ジャックに踏み潰される。原作では準決勝後にレースをしたため、準決勝時に使われたマシンは不明。

吉本 四磨（よしもと よんま）
西大阪代表「チームヨシモト」のリーダー。関西では有名な「ポップ吉本」。四駆郎とは全国大会前にウルセーナの一件で死闘を繰り広げている（原作のみ）。チューニングの神様と呼ばれ、全国大会準々決勝では特色のあるステージに的確な改造を施したマシンでダッシュ軍団を苦しめた。モデルは吉村秀雄と明石家さんま。
使用マシン
サンダーショットjr.
原作6巻に登場。フロントに2本サスペンションと後方側面に片側3本出しのエキゾーストパイプ（装飾のため作動はしない）を装着し、ウイングと側面に「44Moto（ヨシモトと読む）」の文字が入る。
アバンテjr.
ミニ四駆選手権大会に登場。

男鹿 八郎（おが はちろう）
秋田県代表「チームファントム」のリーダー。優勝候補として名前が挙げられたが、結局ストーリーに絡むことはなかった。
翔矢 恵子（しょうや けいこ）
東東京代表「ヘビーメタル軍団（ウォリアーズ）」のリーダー。優勝候補として名前が挙げられたが、ダッシュ軍団との準決勝には補欠の三皇帝のみが出場した。
閻魔 地獄丸（えんま じごくまる）
三重県代表「忍者ウォリアーズ」のリーダー。ダッシュ軍団以前に皇が作ったチームに参加しており、影皇帝を使用する。チームが解散した後は三重県で忍術を学んでいた。忍術を生かした戦法で前半戦ダッシュ軍団を追い詰めるも後半戦で四駆郎との勝負にバンパー半分の差で敗北する。試合終了後、四駆郎に三皇帝がミニ四駆全国大会に参加していることを伝えた。他の旧チームメンバーと違いホライゾンの血統にはこだわっていない。
使用マシン
スコーチャーJr.
前半戦にて使用。ウイングレスで軽量化が施されている。
ダッシュX-5 影皇帝（シャドーエンペラー）
後半戦にて使用。

聖 響子（ひじり きょうこ）
東東京代表「ヘビーメタル軍団」の補欠で、真のリーダー。ダッシュ軍団以前に皇が作ったチームに参加していた。三皇帝の1人。マシン性能と戦い方で四駆郎を圧倒するも自らの戦い方を取り戻した四駆郎の奇策の前に敗北する。
単行本12巻冒頭で黒い風（ブラックミストラル）に惨敗した時にセーラー服姿で登場しているシーンがある。
使用マシン
- 神聖皇帝（ゴッドエンペラー）

風神皇帝
氏名不詳。東東京代表「ヘビーメタル軍団」の補欠で、三皇帝。ダッシュ軍団以前に皇が作ったチームに参加していた。
響子同様、単行本12巻冒頭に学生服姿で登場している。
使用マシン
- 風神皇帝（ハリケーンエンペラー）

魔道皇帝
氏名不詳。東東京代表「ヘビーメタル軍団」の補欠で、三皇帝。ダッシュ軍団以前に皇が作ったチームに参加していた。
響子同様、単行本12巻冒頭に学生服姿で登場している。
使用マシン
- 魔道皇帝（デビルエンペラー）

### ダッシュ軍団と対戦したチーム
ファイティングファーマーズ
村長（声 - 肝付兼太）を監督として、村の少年団で構成するミニ四駆チーム。地区予選準決勝に登場。原作では「F・F」と略されることもある。
農業にも応用されるスーパーコンピューターによる戦術でコースに合わせた最適なセッティングを行う。
当初選手は監督を嫌がりながら、その指示に従うだけで覇気はなかったものの、四駆郎の監督への「（サイドローラーは）本物のレーシングカーらしくないから格好悪い」といった一言がきっかけでコンピューター走法をやめ自由に戦うことができるようになってから選手にも活気が戻り、自然の材料を使うなどしてダッシュ軍団を最後まで苦しめた。
原作では選手に名前はないものの、アニメ版では一夫（声 - 安倍敦）、次郎（声 - 森川智之）、三太（声 - 宇垣秀成）、四郎（声 - 稲葉光則）、吾作（声 - 堀本等）と名前が付けられている。
使用マシン
ホーネットJr.
原作では「農」の文字が入ったマークが付いている。

ホワイト・タイガース
福島県代表で全国大会第1回戦でダッシュ軍団と当たるチーム。チーム名の由来は白虎隊の直訳で、選手は虎柄のプロテクターを装着したベストを着用し、リーダー（氏名不詳）は頭にバンダナを巻き、それ以外のメンバーは帽子を被っている。
1回戦の「地獄門レース」でボスキャラであるドッジボールを打つロボット（TX-98）の攻撃でマシンは軒並み破壊され、最後の1台となって残ったリーダーが、四駆郎のロボットへのアタック（転倒させるため）に便乗してゴールを目指すも、マシンがバランスを崩したロボットの下敷きになり全滅し、敗北する。
使用マシン
- オリジナルマシンのため詳細不明。

### 黒い風編
砂布 欽二郎（さぶ きんじろう）
クリムゾンとは別系統のフロントミッドシップマシン・ソリチュードを使用する謎の少年。風貌と名前はムーミンのスナフキンをモチーフにしている。
鬼堂院いわく「もしチームを組んで全国大会に参加していれば、優勝は確実といわれた男」。ソリチュードはクリムゾン・Gと同様に、源駆郎が残したフロントミッドシップマシンの図面を元にして作られた。後に黒服の男の力を借り、フロントミッドシップマシンの図面の黒く塗り潰された部分を解明し、エアロソリチュードを完成させる。この黒く塗り潰された部分は、作者が書いた後付け設定によると「オイル噴射駆動と同じ原理の物」と説明されていたが、劇中ではオイル噴射駆動と違い駆動力が低下することはなかった。
使用マシン
- ソリチュード
- エアロソリチュード

烈風（れっぷう）
黒い風のリーダー。2輪駆動の黒い風を使用する。四駆郎との勝負に負けた後は黒い風から事実上追放されるが、後に四駆郎と共闘することに。
使用マシン
- 黒い風（ブラックミストラル）
- 黒い風 - 名称は同じだが、性能・形状が異なる。

島袋（しまぶくろ）
地元沖縄県のチームのキャプテン。沖縄空手流ヌンチャクスティックとサブマリンミニ四駆を使用する。烈風が四駆郎に敗れた後は黒い風のリーダーとなる。
使用マシン
- （名称不明サブマリンミニ四駆）
- 黒い風

長老
黒い風の長老。元地獄ラリーの参加者で、おろちヶ島の地下で源駆郎の車とデッドヒートの末、事故に遭い大怪我を負った。源駆郎の設計図から黒い風を作った。

### その他
日の丸 源駆郎（ひのまる げんくろう）
声 - 仲村秀生
四駆郎の父。F1レーサー出身のラリードライバーで、ホライゾンの持ち主。単行本第1巻の冒頭、幼少期の四駆郎にブーメランJr.を託して旅立つ場面で初登場する。地獄ラリーの最中に行方不明になったとされていたが、後に生存を知らせる写真を日本に送っている。南米アマゾンでは、嵐の日に湖の水を割り、少女を助けたとして「神」と呼ばれている。六尺褌を愛用しており、これをロープ代わりにして危機から脱したこともある。
ホライゾンに赤外線リモコンでの操縦（加減速、操舵）機能を搭載するなど、非常に高い工作技術力を持っており、皇から贈られたスーパーエンペラーを改造しグレートエンペラーも作成している。なお、ホライゾンの名前とカーナンバーは源駆郎が名づけたのではなく、皇が勝手に呼んでいるだけであることが作中で語られている。
地獄ラリーの最中、おろちヶ島の地下でのデッドヒートの末に事故に遭い、記憶喪失になった。その後は島の地下でひっそりと過ごしていたが、同じ地下で危機に瀕した四駆郎を救出、記憶回復の狙いとレーサーの本能に従って最終レースに参戦する。
アニメでは仏壇に故人である母親ともに源駆郎の遺影が飾られている。バアによればナビゲーターである皇が帰国した際も源駆郎の安否は怖くて聞けなかったという。
使用マシン
- メルセデス・ベンツ・Gクラス（実車、地獄ラリー参戦当初）
- ダッシュ0号 ホライゾン（地平）

スーパーエンペラー
「日ノ丸四駆郎」の使用マシンの項目を参照。
グレートエンペラー
「日ノ丸四駆郎」の使用マシンの項目も参照。地獄ラリーの途中でくろがね号のハンドルを握ったまま屍蝋化した源駆郎の父（四駆郎の祖父でもありバアの夫でもある）の元へと導いた。後に皇の元へ送り、四駆郎の第3のエンペラーとして使用することとなる。
- 遥かなる地平線（ホライゾン・バウンドレス）

最終レースで使用した新マシン。オイル噴射駆動マシンだが地下の地熱と源駆郎の不調により性能は発揮しきれなかった。
ジャッキー坂田（ジャッキーさかた）
ダッシュ軍団のもとにホライゾンを届けに来た人物。ホライゾンを届けることで、源駆郎の無事を伝えることが目的だったが、そのホライゾンを赤外線リモコンによる操縦機能を知らない四駆郎がレースに持ち込んだために、ダッシュ軍団は思わぬ苦戦を強いられることになる。これは皇がどこにいるかわからなかったため「皇くんに渡してくれ」と前戸に依頼していたことにもよる。「ひげ面にボサボサの長髪の男としかわからない」としか聞いておらず、直接的に対面をしていなかったこともあり、四駆郎は父がホライゾンを届けてくれたと勘違いしていた（その頃皇は「レース中に帰国など絶対あり得ない」などと疑っていた）。
バア
声 - 片岡富枝
四駆郎の祖母。原作では登場は少なかったものの、アニメではザウルスと共にほぼ毎回登場している。チアガールの衣装を着たり空腹で倒れたタンクローにおにぎりを投げたりとハッスルする。
ミニ四駆ゲリラ
原作初期に登場した5人組の少年グループ。ミニ四駆を悪戯や嫌がらせを楽しむための道具としてしか考えておらず、四駆郎らと対立。埋立地を使ったリレー勝負ではマシンを手に持って走ったり、花火を使った地雷でジェットブーメランを破壊したりとその行為は悪辣そのものであったが、直後に初登場したエンペラーに圧倒された。
地下の老人
おろちヶ島の地下に住む老人。四駆郎と烈風を溶岩流から救った。過去に行われた地獄ラリー（ベルリン大会）に四駆郎の祖父のナビゲーターとして参加していた。
前戸（まえど）
声 - 山口勝平
ミニ四駆レースの解説を担当する。タミヤの宣伝部所属（当時）の通称「前ちゃん」こと前田靖幸をモデルにしており、本人と同じ位置にほくろがあるが、眼鏡ではなくサングラスをかけている。
宮田会長（みやた）
日本ミニ四駆協会会長で、選手権全国大会で試走式をした。ミニ四駆協会会長でありながら、「スイッチはどこかね？」という発言をする人物。
河合アナ（かわいアナ）
声 - 西原久美子
ミニ四駆選手権の実況を担当するアナウンサー。アニメでは自称「可愛いアナウンサーの河合」と語ることもある。
安西（あんざい）
南家の執事。アニメ未登場。
風子（ふうこ）
進駆郎の実姉。両親の離婚後、進駆郎が南家に引き取られるまで母と3人で暮らしていた。サザンクロスカントリーに参加するチームに所属している。
船長
声 - 辻村真人
源太が住んでいる下町の川に停泊する船、かていさあく丸の船長。海賊と戦ったり、船の墓場から脱出したりと武勇伝を語るようだが、真偽は定かではない。
地獄キャラバンの開催地「おろちヶ島」まで新生ダッシュ軍団を連れて行った。
ゴキブリじじい
声 - 辻村真人
機関区跡地をねぐらとしているヨッパライ。元機関士で、今や使われなくなったC62を宝物として整備している（後にスクラップ屋を始めた時に払い下げで譲り受けたと語っている）。
四駆郎や源太らの前でC62を動かしたことを期に「酔っ払いじじいをやめる」ことを宣言し、酒をやめた模様。
アイルトン・ウルセーナ
声 - 江原正士
F1ドライバー。イタリアGPでの事故以来不調続きだったが、四駆郎と四磨（アニメ版では進駆郎に変更されている）の死闘を見てF1スピリットを思い出す。モデルは、当時のF1ブームを巻き起こした張本人であるアイルトン・セナ。
アニメ版では源駆郎と皇が旧知の仲で、かつてチームメイトであったことが語られている。
一平（いっぺい）
ダッシュ軍団が合宿で利用した、とある温泉街の温泉旅館の息子。沼の神様を釣り上げることを目論む。
シド
声 - 山口勝平
南米アマゾンに住む少年。神から授かったと言う、ホライゾンに似たマシン（源駆郎の手によって電池ボックスを横向きにしたシャーシに搭載して走行安定性を図っている）を持つ。原作とアニメとでは顔が異なる。
ココ
南米アマゾンに住む少女。シド同様、神から授かったというホライゾンに似たマシンを持つ。こちらも原作とアニメとでは顔が異なる。
聡（さとし）
タンクローの担ぎ込まれた病院に入院していた少年。無線のコールサインは「四駆郎」。手術の日に行われた一番星らとのレースには、本家の四駆郎が代理出場をして聡のシャーシ（本来はスコーチャーJr.のボディが搭載されていた）とダンシング・ドールのボディで出場した。
一番星（いちばんぼし）
聡の無線仲間のトラック運転手。
C・T
源駆郎のラリー仲間。ミニ四駆仲間でもある。
アナスタシア
C・Tの幼馴染みで、修道女。魔女の疑いをかけられている。
アイルトン・ゼナ
ブラジルのRC・F1レーサー。貧乏で、弟2人と妹1人がいる。
ホセ・アレハンドロ
ブラジルのRC・F1チャンピオン。ゼナを買収しようとした。
さやか
声 - 久梨原れな
アニメ24話に登場のアニメ版オリジナルキャラクター。四駆郎いわく町内一の美人でお嬢様。ただしぶりっこ。皇にミニ四駆を教えてと願いでるものの、皇を「おじさん」と言っていじけさせる。
徳田 ザウルス（とくだ ザウルス）
声 - 徳田ザウルス
下町に住んでいる売れない漫画家で、頭に鉢植えの花の風貌。この作品の原作者である徳田本人である。
原作ではオーバーオール姿、アニメ版では「ZAURS」と書かれたランニングシャツを着用している。
原作では源太とは顔馴染み。源太が持ちこんだスケッチを元に皇が制作した「ワイルドザウルス」は彼がデザインしたものである。
アニメ版ではバア（四駆郎の祖母）と顔なじみであり、共に観客席から応援したり、対諸星兄弟戦や決勝戦合宿に駆けつけるなど、バアとともに登場することが多い。
アニメ版の愛車として車体に多数の修復跡が施されているミニ・クーパーに乗っている。
エンディングクレジットは1話のみ「ザウルス」と表記されているが、2話以降は「（特別出演） 徳田ザウルス」表記に変更されている。
『コロコロコミック1989年夏休み増刊号』に掲載された同じ作者の『はだかの王様』では主役になっていた。
別の作者の作品にも何かとよく登場をしていた。

## 書誌情報
ダッシュ！四駆郎
1. 1988年5月28日発売、ISBN 4-09-141271-8
2. 1988年10月28日発売、ISBN 4-09-141272-6
3. 1989年3月28日発売、ISBN 4-09-141273-4
4. 1989年6月28日発売、ISBN 4-09-141274-2
5. 1989年9月28日発売、ISBN 4-09-141275-0
6. 1989年11月28日発売、ISBN 4-09-141276-9
7. 1990年4月27日発売、ISBN 4-09-141277-7
8. 1990年7月28日発売、ISBN 4-09-141278-5
9. 1991年1月25日発売、ISBN 4-09-141279-3
10. 1991年5月28日発売、ISBN 4-09-141280-7
11. 1991年7月27日発売、ISBN 4-09-141771-X
12. 1991年10月28日発売、ISBN 4-09-141772-8
13. 1992年2月28日発売、ISBN 4-09-141773-6
14. 1993年3月27日発売、ISBN 4-09-141774-4

ハイパーダッシュ！四駆郎
武井宏之 / 原作：徳田ザウルス
1. 2016年8月12日発売、ISBN 978-4-09-142208-8
（限定版：2016年8月9日発売、ISBN 978-4-09-941874-8）
2. 2017年7月12日発売、ISBN 978-4-09-142427-3
3. 2020年8月7日発売、ISBN 978-4-09-142892-9
4. 2020年9月11日発売、ISBN 978-4-09-143230-8

## テレビアニメ
原作の地区予選大会終了までをアニメ化しているが、前述の通り話の内容や順番には改変や入れ替えが行われている（登場人物の項目も参照）。
- 第1話から大会1回戦が開始。ダッシュ軍団の結成までの経緯は後々の回で改変を交えつつ回想という形で描かれた。
- 原作初期の回や連載以外の短編は、大会の合間や終了後にタイミングを移されている。
- 神社でワンクローに泣きつく姿を四駆郎に目撃された進駆郎は、原作では羞恥心を感じて逃げ出していたが、アニメではその場で素直に四駆郎に心情を打ち明けている。
- 原作では準決勝前に行われていたマイクとジャックの草レースのタイミングが、アニメでは準決勝後に変更されている。鬼道院ばかりを気にしていた四駆郎は、マイクがその相手チームであったことに途中まで気づかなかった。
- 第24話はアニメオリジナル回。話の展開もコメディ寄りで明確な原作のない独自のものとなっている。前述の通りゲストキャラクターのさやかもアニメオリジナルである。
- アニメ最終回の原作に当たるエピソードでは四駆郎と勝負したのは吉本四磨であったが、アニメでは四磨は登場せず、その役どころを進駆郎に差し替えている。

映像ソフト化については、VHS版がリリースされたが、現在は全巻、廃盤となっており、DVD版・Blu-ray版はリリースされていない。
GYAO!やバンダイチャンネルなどにて動画が配信されている。なお内容はVHS版をベースにしている。

### スタッフ
- 原作 - 徳田ザウルス
- 監督 - 難波日登志、武藤裕治（SP）
- キャラクターデザイン・総作画監督 - 鈴木大司
- 美術監督 - 新井寅雄
- 撮影監督 - 福田武志、小沢次雄（SP）
- 音響監督 - 岩浪美和
- 音楽 - 宮原恵太
- プロデューサー補 - 瀬戸幹雄
- 広報担当 - 高塚有香（テレビ東京）
- アニメーションプロデューサー - 谷田部雄次（アウベック）
- プロデューサー - 倉林伸介（テレビ東京）、小原麻美（東急エージェンシー）、安達英男・菅野てつ勇（スタッフ21）
- 総監督 - 笹川ひろし
- シリーズ構成 - 山田隆司
- 演出助手 - 吉田俊司
- キャスティング協力 - 81プロデュース
- 編集 - 松村将弘、岡田輝満
- 現像 - 東京現像所
- タイトル - マキ・プロ
- 効果 - 新井秀徳
- 調整 - 星野敏昭
- 音響プロデューサー - 中野徹
- 制作プロデューサー - 堤広司郎
- 制作デスク - 岩見一伸
- 制作担当 - 石坂透→皆川卓哉（アウベック）
- アニメーション制作 - アウベック
- 企画・製作協力 - 東急エージェンシー
- 製作 - テレビ東京、スタッフ21

### 主題歌
オープニングテーマ - 「BE TOP」
作詞 - 平出よしかつ / 作曲 - 池毅 / 編曲 - 吉田明彦 / 歌 - 北原拓
エンディングテーマ - 「果てしなき挑戦（チャレンジ）」
作詞 - 平出よしかつ / 作曲 - 池毅 / 編曲 - 吉田明彦 / 歌 - 北原拓
上記2曲を収録したCDシングルは、日本コロムビアから発売された。

### 各話リスト
| 話数 | サブタイトル                 | 脚本     | 絵コンテ            | 演出         | 作画監督          | 放送日         |
| ---- | ---------------------------- | -------- | ------------------- | ------------ | ----------------- | -------------- |
| 1    | ダッシュ軍団登場             | 山田隆司 | 笹川ひろし          | 小華和為雄   | 鈴木順八          | 1989年 10月3日 |
| 2    | 水中のエンペラー             | 丸尾みほ | 窪秀巳              | 武藤裕治     | 中尾正樹          | 10月10日       |
| 3    | 恐怖のピラミッド             | 高山鬼一 | 則座誠              | 木下ゆうき   | 西川貴博          | 10月17日       |
| 4    | 迷路からの脱出!              | 中弘子   | 大町繁              | 小泉謙三     | 小泉謙三          | 10月24日       |
| 5    | スカリオンの逆襲             | 山田隆司 | 秦泉寺博            | 秦泉寺博     | 吉田松明          | 10月31日       |
| 6    | ミニ四駆VSRC!                | 高山鬼一 | 武藤裕治            | 武藤裕治     | 石丸賢一          | 11月7日        |
| 7    | 消えたエンペラー             | 丸尾みほ | 則座誠              | 則座誠       | 中尾正樹          | 11月14日       |
| 8    | 死闘!風の谷                  | 中弘子   | 牛草健              | 吉田俊司     | 鈴木順八          | 11月21日       |
| 9    | 激戦!竜巻の谷                | 高山鬼一 | 坂田純一            | 山口祐司     | 東海林真一        | 11月28日       |
| 10   | 十字の道を越えろ             | 中弘子   | 清積紀文            | 清積紀文     | 清積紀文          | 12月5日        |
| 11   | 風車の谷の奇跡               | 中弘子   | 武藤裕治            | うえだしげる | 石丸賢一          | 12月12日       |
| 12   | めざせホライゾン             | 丸尾みほ | 坂田純一            | 則座誠       | 鈴木大司          | 12月19日       |
| 13   | 激闘!決勝への道              | 丸尾みほ | 山口祐司            | 播本昌志     | 中尾正樹          | 12月26日       |
| 14   | スケボーを倒せ!              | 丸尾みほ | 武藤裕治            | 山口祐司     | 東海林真一        | 1990年 1月9日  |
| 15   | 小輪寺五房の荒行             | 中弘子   | 小林孝志            | 北川正人     | 清積紀文          | 1月16日        |
| 16   | 皇帝絶体絶命!                | 高山鬼一 | 三條なみみ 中村憲由 | 吉田俊司     | 石丸賢一          | 1月23日        |
| 17   | ホライゾン伝説               | 山田隆司 | 武藤裕治            | 武藤裕治     | 中尾正樹          | 1月30日        |
| 18   | 伝説の後継者達               | 山田隆司 | 小林孝志 中村憲由   | 則座誠       | 鈴木大司          | 2月6日         |
| 19   | あらたなる伝説               | 山田隆司 | 山口祐司 大畑清隆   | 播本昌志     | 石丸賢一          | 2月13日        |
| 20   | 対決!黒鬼士軍団              | 丸尾みほ | 池野文雄            | 北川正人     | 清積紀文          | 2月20日        |
| 21   | 燃えろ!決勝戦!!              | 中弘子   | 西森章              | 吉田俊司     | 中尾正樹          | 2月27日        |
| 22   | 駆けろ!進駆郎!!              | 山田隆司 | 武藤裕治            | 武藤裕治     | 鈴木順八          | 3月6日         |
| 23   | 勝利は誰の手に!?             | 丸尾みほ | 中村憲由 三條なみみ | 則座誠       | 石丸賢一          | 3月13日        |
| 24   | 戦士達の休日                 | 中弘子   | 山口祐司            | 播本昌志     | 熊谷哲矢          | 3月20日        |
| 25   | 果てしなき挑戦!              | 山田隆司 | 古橋一浩 中村憲由   | 吉田俊司     | 中尾正樹          | 3月27日        |
| SP   | ダッシュ軍団VSホライゾン軍団 | 山田隆司 | 武藤裕治            | 武藤裕治     | 石丸賢一 中尾正樹 | 7月27日        |

### 放送局
※放送日時は1990年3月終了時点（テレビ東京系列5局、静岡放送、びわ湖放送、福岡放送以外の局については本放送終了後に放映された日時）、放送系列は放送当時のものとする。
| 放送地域       | 放送局         | 放送日時           | 放送系列                                     | 備考                                            |
| -------------- | -------------- | ------------------ | -------------------------------------------- | ----------------------------------------------- |
| 関東広域圏     | テレビ東京     | 火曜 18:30 - 19:00 | テレビ東京系列                               | 制作局                                          |
| 北海道         | テレビ北海道   | 火曜 18:30 - 19:00 | テレビ東京系列                               |                                                 |
| 岡山県・香川県 | テレビせとうち | 火曜 18:30 - 19:00 | テレビ東京系列                               |                                                 |
| 青森県         | 青森テレビ     | 木曜 16:30 - 17:00 | TBS系列                                      | 本放送終了後、1992年12月頃に放送。              |
| 岩手県         | 岩手放送       | 金曜 17:30 - 18:00 | TBS系列                                      | 現：IBC岩手放送。本放送終了後、1992年頃に放映。 |
| 秋田県         | 秋田テレビ     | 火曜 17:30 - 18:00 | フジテレビ系列                               | 本放送終了後、1992年9月22日まで放送。           |
| 山形県         | 山形テレビ     | 火曜 16:30 - 17:00 | フジテレビ系列                               | 本放送終了後、1992年頃に放映。                  |
| 宮城県         | 仙台放送       | 月曜 16:30 - 17:00 | フジテレビ系列                               | 本放送終了後、1990年頃に放映。                  |
| 福島県         | 福島中央テレビ | 月曜 17:00 - 17:30 | 日本テレビ系列                               | 1991年4月から放送。                             |
| 山梨県         | テレビ山梨     | 月曜 16:25 - 16:55 | TBS系列                                      | 本放送終了後、1990年頃に放映。                  |
| 新潟県         | 新潟総合テレビ | 月曜 17:30 - 18:00 | フジテレビ系列                               | 本放送終了後、1990年頃に放映。                  |
| 長野県         | 長野放送       | 水曜 17:30 - 18:00 | フジテレビ系列                               | 1990年4月11日 - 9月26日                         |
| 静岡県         | 静岡放送       | 土曜 17:00 - 17:30 | TBS系列                                      |                                                 |
| 富山県         | 富山テレビ     | 木曜 5:55 - 6:25   | フジテレビ系列                               | 本放送終了後、1992年頃に放映。                  |
| 石川県         | 石川テレビ     | 月曜 16:10 - 16:40 | フジテレビ系列                               | 本放送終了後、1990年頃に放映。                  |
| 福井県         | 福井テレビ     | 金曜 16:25 - 16:55 | フジテレビ系列                               | 本放送終了後、1992年頃に放映。                  |
| 愛知県         | テレビ愛知     | 土曜 7:15 - 7:45   | テレビ東京系列                               | 本来の放送日時ではアニメ再放送枠を放映。        |
| 滋賀県         | びわ湖放送     | 水曜 18:30 - 19:00 | 独立局                                       |                                                 |
| 大阪府         | テレビ大阪     | 火曜 19:00 - 19:30 | テレビ東京系列                               | 本来の放送日時ではアニメ再放送枠を放映。        |
| 島根県・鳥取県 | 山陰放送       | 木曜 17:00 - 17:30 | TBS系列                                      | 本放送終了後、1992年頃に放映。                  |
| 広島県         | テレビ新広島   | 水曜 16:30 - 17:00 | フジテレビ系列                               | 本放送終了後、1990年頃に放映。                  |
| 山口県         | テレビ山口     | 木曜 17:00 - 17:30 | TBS系列                                      | 本放送終了後、1990 - 1991年頃に放映。           |
| 愛媛県         | 南海放送       | 火曜 16:00 - 16:30 | 日本テレビ系列                               | 本放送終了後、1992年頃に放映。                  |
| 高知県         | テレビ高知     | 金曜 16:30 - 17:00 | TBS系列                                      | 本放送終了後、1990年頃に放映。                  |
| 福岡県         | 福岡放送       | 木曜 17:00 - 17:30 | 日本テレビ系列                               |                                                 |
| 長崎県         | テレビ長崎     | 月曜 16:30 - 17:00 | フジテレビ系列 日本テレビ系列                | 本放送終了後、1990年頃に放映。                  |
| 熊本県         | テレビ熊本     | 金曜 16:30 - 17:00 | フジテレビ系列                               | 本放送終了後、1990 - 1991年頃に放映。           |
| 宮崎県         | テレビ宮崎     | 火曜 16:30 - 17:00 | フジテレビ系列 日本テレビ系列 テレビ朝日系列 | 本放送終了後、1992年頃に放映。                  |
| 鹿児島県       | 鹿児島テレビ   | 日曜 7:30 - 8:00   | 日本テレビ系列 フジテレビ系列                | 本放送終了後、1990 - 1991年頃に放映。           |

## ゲーム
- ドラ・茶魔・四駆郎のスロットゲーム（非売品）
  - 1989年開催の第5回ハドソン全国キャラバン内で使用されたイベント用ソフト『ハイテク王国』に収録されたミニゲームのひとつ。『ドラえもん』『おぼっちゃまくん』と共演したスロットマシンゲーム。
- レーサーミニ四駆 ジャパンカップ（ファミリーコンピュータ、コナミ、1989年8月25日発売）
  - 作品内のミニ四駆としてエンペラー、バーニングサン、シューティングスターが登場する。

## その他
この作品の連載当初は、ミニ四駆の概念がまだ曖昧だった。現在では、「ミニ四駆」は田宮模型の登録商標であり、それ以外の品やユーザーが個人で作り上げたものは、ミニ四駆とは言えないこととなる。しかし当時はそうした製品も一部でそれと同様の扱いを受けていたため、本来の定義ではミニ四駆たらないものもそれとして扱われていた。ミニ四駆が田宮模型の登録商標として認識され、その概念が確立されるのは、当作連載後期あたりになる。
当作には現実のミニ四駆では無理のある描写や設定が多い。主人公たちの扱うダッシュ軍団の標準シャーシがその代表格で、本来の素材は通常のプラスチックだが、ダッシュ軍団のシャーシ素材は皇の独自開発品である軽量の炭素繊維強化プラスチックが使われている。この他にもボールデフを搭載したマシンや「スーパーVシステム」なる自動変速装置搭載のマシンなども登場した。これらの技術はそれ自体としては実在するものも多い。ただし、田宮模型の主催する実際のミニ四駆の一般公式大会では、田宮模型発売ではない独自のミニ四駆本体やシャーシ、パーツなどを搭載したマシンの参加は認められておらず、そのため同時期『コロコロコミック』に連載されていた『GO!GO!ミニ四ファイター』では「（『四駆郎』にあるような）独自開発品のシステムやシャーシでは公式レースには出られないのでご注意ください」と幾度となくアナウンスされている。シャーシに関してはのちに炭素繊維強化ナイロン樹脂製のスーパーX・XX・II・FMそしてMSシャーシにて実現した。
アニメが放映していた時期は、田宮模型と並んでスポンサーとなっていたトミー（現・タカラトミー）から、同社のトミカとほぼ同じサイズにミニ四駆をミニカー化した玩具が発売されていた。モーターが搭載されておらず、自走はしない。
この作品の特徴として、コース壁面の存在しないオフロード系の野外レースでは、本来は直線にのみ走るミニ四駆の方向転換を目的としたアイテムである、ガイドスティックが多用される。これはホッケーのスティックに近い形状を持つ棒で、打撃面にあたる部分をミニ四駆に当てることで方向転換をしていた。同様のことは非公認の競技で実施されていた例はあるものの、実際のレーサーミニ四駆の速度は子供の足では追いつけないほどのスピードを持っていたため、前述のようなガイドスティックでミニ四駆を操作することは現実的でない。

## 関連作品
前ちゃんのラジコンスクール
厳密には漫画ではないが、作者が『コロコロコミック』1987年4月号から1988年3月号までイラストカットを担当していたRC解説コーナー。タミヤの前ちゃんと少年キャラクター・ペラ助くんが部品や操縦技術といった様々なRC情報を紹介する。ペラ助は後述の『走れ!前ちゃん』にも登場した。
走れ!前ちゃん
『四駆郎』連載前から初期にかけて『別冊コロコロコミック』や増刊号に執筆された全3回の読み切りシリーズで、作者の漫画家としてのデビュー作。主人公であるタミヤの前ちゃんが、ミニ四駆やRCを通じて知り合った子供たちに少年時代の自分を重ねつつ、共に困難を越えていく作品。実在の人物やイベントを扱っている要素もあり、作者である徳田ザウルス本人も登場する。全ての回の冒頭が前ちゃんの見る夢から始まっており、作中でも前ちゃん本人からワンパターンさを呆れられている。『四駆郎』のコミックス最終巻に特別収録された。
前ちゃんのミニ四駆大作戦
『コロコロコミック』1987年11月号（『四駆郎』の連載開始前月）に掲載された読み切り作品で『四駆郎』のコミックス第1巻にも特別収録された。前ちゃんがミニ四駆の組み立てのコツや小規模な改造といった基本的・実戦的なテクニックを紹介する。雑誌掲載当時には未発売だったミニ四駆用グレードアップパーツがコミックス出版時には既に発売されていたため、それにあわせて一部のコマを修正している。
合作シリーズ
同時期のコロコロで連載されていたおちよしひこの『GO!GO!ミニ四ファイター』やたなかてつおの『F-1ボーイ』との合作読み切り。現実に行われたミニ四駆やRCカーによる耐久レースを題材にしている。コロコロ増刊号に掲載された。
風のレーサー侠
同じくミニ四駆を扱った次回作。皇帝やクリムゾンGなどの本作に登場したマシンも登場する。